# Tweede Kamerverkiezingen in het kiesdistrict Gorinchem (1859-1888)
Tweede Kamerverkiezingen in het kiesdistrict Gorinchem (1859-1888) geeft een overzicht van verkiezingen voor de Nederlandse Tweede Kamer in het kiesdistrict Gorinchem in de periode 1859-1888.
Het kiesdistrict Gorinchem was al ingesteld in 1848. De indeling van het kiesdistrict werd in 1859 gewijzigd door een aanpassing van de Kieswet. Tot het kiesdistrict behoorden vanaf dat moment de volgende gemeenten: Almkerk, Ameide, Ammerzoden, Andel,  Arkel, Asperen, Beesd, Besoijen, Brakel, Capelle, De Werken en Sleeuwijk, Driel, Drongelen, Haagoort, Gansoijen en Doeveren, Dussen, Emmikhoven en Waardhuizen, Everdingen, Gameren, Heesbeen, Eethen en Genderen, Giessen,  Giessen-Nieuwkerk,  Giessendam, Gorinchem, Goudriaan, Hagestein, Hardinxveld, Hedel, Hedikhuizen, Heerewaarden, Hei- en Boeicop, Herpt, Herwijnen, Heukelum, Heusden, Hoogblokland, Hoornaar, Hurwenen, Kedichem, Kerkwijk, Leerbroek, Leerdam, Lexmond, Meerkerk, Meeuwen, Nederhemert, Nieuwland, Noordeloos, Ottoland, Oudheusden, Peursum, Poederoijen, Rijswijk, Rossum, Schelluinen, Schoonrewoerd, Sliedrecht, Tienhoven, Veen, Vianen, Vuren, Werkendam, Wijk en Aalburg, Woudrichem, Zaltbommel en Zuilichem.
In 1869 werd de indeling van het kiesdistrict gewijzigd. De gemeente Sliedrecht werd toegevoegd aan het kiesdistrict Dordrecht en de gemeenten Brakel en Poederoijen aan het kiesdistrict Tiel. Tevens werd een gedeelte van de kiesdistricten Gouda (de gemeenten Benschop, Groot-Ammers, Hoenkoop, Jaarsveld, Langerak, Lopik, Nieuwpoort, Polsbroek en Willige Langerak), Tiel (de gemeente Haaften) en Utrecht (de gemeenten IJsselstein, Schalkwijk, Tull en 't Waal en Vreeswijk) toegevoegd aan het kiesdistrict Gorinchem.
In 1878 werd de indeling van het kiesdistrict wederom gewijzigd. De gemeente Haaften werd toegevoegd aan het kiesdistrict Tiel en de gemeenten Drongelen, Haagoort, Gansoijen en Doeveren, Dussen en Meeuwen aan het kiesdistrict Zevenbergen. Tevens werd een gedeelte van de kiesdistricten Dordrecht (de gemeenten Bleskensgraaf, Brandwijk, Molenaarsgraaf, Oud-Alblas en Streefkerk) en Utrecht (de gemeenten Houten en Jutphaas) toegevoegd aan het kiesdistrict Gorinchem.
Het kiesdistrict Gorinchem was in deze periode een meervoudig kiesdistrict: het vaardigde twee leden af naar de Tweede Kamer. Om de twee jaar trad een van de leden af; er werd dan een periodieke verkiezing gehouden voor de vrijgevallen zetel. Bij algemene verkiezingen (na ontbinding van de Tweede Kamer) bracht elke kiezer twee stemmen uit. Om in de eerste verkiezingsronde gekozen te worden moest een kandidaat minimaal de districtskiesdrempel behalen; indien nodig werd een tweede ronde gehouden.
Legenda
- cursief: in de eerste verkiezingsronde geplaatst voor de tweede ronde;
- vet: gekozen als lid van de Tweede Kamer.

## 25 januari 1859
De verkiezingen waren tussentijdse verkiezingen; zij werden gehouden vanwege de omzetting van het kiesdistrict Gorinchem in een meervoudig kiesdistrict waardoor een tweede zetel beschikbaar kwam.
|                         | 25 januari | 8 februari |
| ----------------------- | ---------- | ---------- |
| Kiesgerechtigden        | 2.810      | 2.810      |
| Opkomst                 | 1.993      | 1.925      |
| Geldige stemmen         | 1.984      | 1.899      |
| Blanco stemmen          | 4          | 14         |
| Kandidaten              |            |            |
| W.C.M. Begram           | 410        | 1.043      |
| G. Groen van Prinsterer | 534        | 856        |
| A.J. Korteweg           | 389        |            |
| C. Schiffer             | 361        |            |
| B. van Merlen           | 138        |            |
| L. Metman               | 117        |            |

## 12 juni 1860
De verkiezingen waren periodieke verkiezingen; zij werden gehouden vanwege de afloop van de zittingstermijn van een gekozen lid. 
|                            | 12 juni | 26 juni |
| -------------------------- | ------- | ------- |
| Kiesgerechtigden           | 2.868   | 2.868   |
| Opkomst                    | 1.608   | 1.720   |
| Geldige stemmen            | 1.592   | 1.690   |
| Blanco stemmen             | 10      | 18      |
| Kandidaten                 |         |         |
| P.J. Elout van Soeterwoude | 581     | 885     |
| A.J. Korteweg              | 641     | 805     |
| C. Schiffer                | 333     |         |

## 10 juni 1862
De verkiezingen waren periodieke verkiezingen; zij werden gehouden vanwege de afloop van de zittingstermijn van een gekozen lid. 
|                         | 10 juni |
| ----------------------- | ------- |
| Kiesgerechtigden        | 2.969   |
| Opkomst                 | 1.557   |
| Geldige stemmen         | 1.536   |
| Blanco stemmen          | 11      |
| Kandidaten              |         |
| W.C.M. Begram           | 1.031   |
| C. Schiffer             | 405     |
| G. Groen van Prinsterer | 41      |

## 16 september 1862
Pieter Elout van Soeterwoude, gekozen bij de verkiezingen van 12 juni 1860, trad op 15 september 1862 af vanwege zijn benoeming als rechter bij het Provinciaal Gerechtshof van 's-Gravenhage. Om in de ontstane vacature te voorzien werd een tussentijdse verkiezing gehouden.
|                                     | 16 september | 30 september |
| ----------------------------------- | ------------ | ------------ |
| Kiesgerechtigden                    | 2.969        | 2.969        |
| Opkomst                             | 1.862        | 2.154        |
| Geldige stemmen                     | 1.852        | 2.132        |
| Blanco stemmen                      | 8            | 14           |
| Kandidaten                          |              |              |
| C.W.J. van Boetzelaer van Dubbeldam | 566          | 1.201        |
| W.A. Viruly Verbrugge               | 544          | 931          |
| J.D. van der Poel                   | 431          |              |
| C. Schiffer                         | 298          |              |

## 10 november 1862
Christiaan van Boetzelaer van Dubbeldam, gekozen bij de verkiezingen van 16 september 1862, nam zijn benoeming niet aan. Om in de ontstane vacature te voorzien werd een tussentijdse verkiezing gehouden.
|                       | 10 november | 24 november |
| --------------------- | ----------- | ----------- |
| Kiesgerechtigden      | 2.969       | 2.969       |
| Opkomst               | 1.630       | 1.882       |
| Geldige stemmen       | 1.622       | 1.867       |
| Blanco stemmen        | 8           | 11          |
| Kandidaten            |             |             |
| J.D. van der Poel     | 639         | 970         |
| W.A. Viruly Verbrugge | 636         | 897         |
| C. Schiffer           | 324         |             |

## 14 juni 1864
De verkiezingen waren periodieke verkiezingen; zij werden gehouden vanwege de afloop van de zittingstermijn van een gekozen lid. 
|                    | 14 juni | 28 juni |
| ------------------ | ------- | ------- |
| Kiesgerechtigden   | 3.029   | 3.029   |
| Opkomst            | 1.888   | 1.903   |
| Geldige stemmen    | 1.869   | 1.870   |
| Blanco stemmen     | 10      | 25      |
| Kandidaten         |         |         |
| G. Simons          | 731     | 989     |
| J.W. van Loon      | 513     | 881     |
| R.J.C. Metelerkamp | 331     |         |
| C. Schiffer        | 270     |         |

## 12 juni 1866
De verkiezingen waren periodieke verkiezingen; zij werden gehouden vanwege de afloop van de zittingstermijn van een gekozen lid.
|                  | 12 juni |
| ---------------- | ------- |
| Kiesgerechtigden | 3.009   |
| Opkomst          | 1.510   |
| Geldige stemmen  | 1.467   |
| Blanco stemmen   | 29      |
| Kandidaten       |         |
| W.C.M. Begram    | 1.147   |
| P.P. van Bosse   | 235     |

## 30 oktober 1866
De verkiezingen werden gehouden na ontbinding van de Tweede Kamer.
|                         | 30 oktober | 13 november |
| ----------------------- | ---------- | ----------- |
| Kiesgerechtigden        | 3.009      | 3.009       |
| Opkomst                 | 2.332      | 2.128       |
| Geldige stemmen         | 4.562      | 2.104       |
| Blanco stemmen          | 40         | 15          |
| Kiesdrempel             | 1.141      | 1.052       |
| Kandidaten              |            |             |
| W.C.M. Begram           | 1.429      |             |
| G. Simons               | 1.057      | 1.286       |
| P.P. van Bosse          | 671        | 818         |
| G. Groen van Prinsterer | 470        |             |
| W.J. Knoop              | 417        |             |
| I. Capadose             | 404        |             |

## 22 januari 1868
De verkiezingen werden gehouden na ontbinding van de Tweede Kamer.
|                                 | 22 januari |
| ------------------------------- | ---------- |
| Kiesgerechtigden                | 3.101      |
| Opkomst                         | 2.109      |
| Geldige stemmen                 | 4.142      |
| Blanco stemmen                  | 64         |
| Kiesdrempel                     | 1.036      |
| Kandidaten                      |            |
| W.C.M. Begram                   | 1.288      |
| G. Simons                       | 1.074      |
| J.W. van Loon                   | 639        |
| W.J. Knoop                      | 494        |
| J.W. Gefken                     | 458        |
| I. Esser                        | 394        |
| L.A.J.W. van Sloet van de Beele | 253        |
| G.H. Betz                       | 102        |
| J. van Heusde                   | 44         |

## 15 december 1868
Gerrit Simons, gekozen bij de verkiezingen van 22 januari 1868, overleed op 17 november 1868. Om in de ontstane vacature te voorzien werd een tussentijdse verkiezing gehouden.
|                  | 15 december | 29 december |
| ---------------- | ----------- | ----------- |
| Kiesgerechtigden | 3.101       | 3.101       |
| Opkomst          | 2.215       | 2.161       |
| Geldige stemmen  | 2.190       | 2.105       |
| Blanco stemmen   | 12          | 48          |
| Kandidaten       |             |             |
| J. Heemskerk     | 977         | 1.157       |
| J.W. van Loon    | 639         | 948         |
| W.J. Knoop       | 559         |             |

## 8 juni 1869
De verkiezingen waren periodieke verkiezingen; zij werden gehouden vanwege de afloop van de zittingstermijn van een gekozen lid.
|                         | 8 juni |
| ----------------------- | ------ |
| Kiesgerechtigden        | 3.102  |
| Opkomst                 | 1.802  |
| Geldige stemmen         | 1.769  |
| Blanco stemmen          | 19     |
| Kandidaten              |        |
| J. Heemskerk            | 1.088  |
| M.M. van Asch van Wijck | 380    |
| J.P. Bredius            | 262    |

## 13 juni 1871
De verkiezingen waren periodieke verkiezingen; zij werden gehouden vanwege de afloop van de zittingstermijn van een gekozen lid.
|                  | 13 juni |
| ---------------- | ------- |
| Kiesgerechtigden | 3.169   |
| Opkomst          | 1.346   |
| Geldige stemmen  | 1.275   |
| Blanco stemmen   | 63      |
| Kandidaten       |         |
| W.C.M. Begram    | 1.155   |
| A. Kuyper        | 63      |

## 10 juni 1873
De verkiezingen waren periodieke verkiezingen; zij werden gehouden vanwege de afloop van de zittingstermijn van een gekozen lid.
|                          | 10 juni | 24 juni |
| ------------------------ | ------- | ------- |
| Kiesgerechtigden         | 3.230   | 3.230   |
| Opkomst                  | 2.217   | 2.400   |
| Geldige stemmen          | 2.206   | 2.374   |
| Blanco stemmen           | 9       | 25      |
| Kandidaten               |         |         |
| J.J. Teding van Berkhout | 841     | 1.325   |
| J. Heemskerk             | 874     | 1.049   |
| H.J. Dijckmeester        | 486     |         |

## 8 juni 1875
De verkiezingen waren periodieke verkiezingen; zij werden gehouden vanwege de afloop van de zittingstermijn van een gekozen lid.
|                         | 8 juni |
| ----------------------- | ------ |
| Kiesgerechtigden        | 3.340  |
| Opkomst                 | 2.225  |
| Geldige stemmen         | 2.211  |
| Blanco stemmen          | 11     |
| Kandidaten              |        |
| W.C.M. Begram           | 1.281  |
| A.F. de Savornin Lohman | 536    |
| F.G.E. Merkes van Gendt | 389    |

## 12 juni 1877
De verkiezingen waren periodieke verkiezingen; zij werden gehouden vanwege de afloop van de zittingstermijn van een gekozen lid.
|                                     | 12 juni |
| ----------------------------------- | ------- |
| Kiesgerechtigden                    | 3.496   |
| Opkomst                             | 2.120   |
| Geldige stemmen                     | 2.106   |
| Blanco stemmen                      | 12      |
| Kandidaten                          |         |
| J.J. Teding van Berkhout            | 1.059   |
| J.J. van Tienhoven van den Boogaard | 602     |
| J.H. s' Jacob                       | 432     |

## 10 juni 1879
De verkiezingen waren periodieke verkiezingen; zij werden gehouden vanwege de afloop van de zittingstermijn van een gekozen lid.
|                   | 10 juni |
| ----------------- | ------- |
| Kiesgerechtigden  | 3.594   |
| Opkomst           | 1.972   |
| Geldige stemmen   | 1.956   |
| Blanco stemmen    | 13      |
| Kandidaten        |         |
| L.W.C. Keuchenius | 1.105   |
| G.J.G. Klerck     | 821     |

## 17 augustus 1880
James John Teding van Berkhout, gekozen bij de verkiezingen van 12 juni 1877, overleed op 27 juli 1880. Om in de ontstane vacature te voorzien werd een tussentijdse verkiezing gehouden.
|                                     | 17 augustus |
| ----------------------------------- | ----------- |
| Kiesgerechtigden                    | 3.654       |
| Opkomst                             | 1.688       |
| Geldige stemmen                     | 1.601       |
| Blanco stemmen                      | 81          |
| Kandidaten                          |             |
| M.A. de Savornin Lohman             | 1.127       |
| J.A.A. Waldorp                      | 389         |
| J.J. van Tienhoven van den Boogaard | 85          |

## 23 september 1880
Maurits de Savornin Lohman, gekozen bij de verkiezingen van 17 augustus 1880, nam zijn benoeming niet aan. Om in de ontstane vacature te voorzien werd een tussentijdse verkiezing gehouden.
|                  | 23 september |
| ---------------- | ------------ |
| Kiesgerechtigden | 3.654        |
| Opkomst          | 2.206        |
| Geldige stemmen  | 2.181        |
| Blanco stemmen   | 23           |
| Kandidaten       |              |
| H. Seret         | 1.248        |
| J.A.A. Waldorp   | 920          |

## 14 juni 1881
De verkiezingen waren periodieke verkiezingen; zij werden gehouden vanwege de afloop van de zittingstermijn van een gekozen lid.
|                   | 14 juni |
| ----------------- | ------- |
| Kiesgerechtigden  | 3.761   |
| Opkomst           | 2.505   |
| Geldige stemmen   | 2.490   |
| Blanco stemmen    | 14      |
| Kandidaten        |         |
| H. Seret          | 1.716   |
| H.J. van der Heim | 770     |

## 14 februari 1882
Hendrik Seret, gekozen bij de verkiezingen van 14 juni 1881, trad op 18 januari 1882 af vanwege zijn bevordering tot kapitein. Om in de ontstane vacature te voorzien werd een tussentijdse verkiezing gehouden.
|                  | 14 februari |
| ---------------- | ----------- |
| Kiesgerechtigden | 3.761       |
| Opkomst          | 1.451       |
| Geldige stemmen  | 1.365       |
| Blanco stemmen   | 71          |
| Kandidaten       |             |
| H. Seret         | 1.300       |

## 12 juni 1883
De verkiezingen waren periodieke verkiezingen; zij werden gehouden vanwege de afloop van de zittingstermijn van een gekozen lid.
|                   | 12 juni |
| ----------------- | ------- |
| Kiesgerechtigden  | 3.858   |
| Opkomst           | 2.123   |
| Geldige stemmen   | 2.107   |
| Blanco stemmen    | 13      |
| Kandidaten        |         |
| L.W.C. Keuchenius | 1.449   |
| G.J.G. Klerck     | 644     |

## 28 oktober 1884
De verkiezingen waren algemene verkiezingen; zij werden gehouden na ontbinding van de Tweede Kamer.
|                                     | 28 oktober |
| ----------------------------------- | ---------- |
| Kiesgerechtigden                    | 3.900      |
| Opkomst                             | 2.570      |
| Geldige stemmen                     | 5.068      |
| Blanco stemmen                      | 38         |
| Kiesdrempel                         | 1.267      |
| Kandidaten                          |            |
| H. Seret                            | 1.747      |
| L.W.C. Keuchenius                   | 1.676      |
| J.J. van Tienhoven van den Boogaard | 803        |
| C.A. Jeekel                         | 783        |

## 28 november 1884
Levinus Keuchenius was bij de verkiezingen van 28 oktober 1884 gekozen in twee kiesdistricten, Gorinchem en Middelburg. Hij opteerde voor Middelburg, als gevolg waarvan in Gorinchem een naverkiezing gehouden werd. 
|                             | 28 november |
| --------------------------- | ----------- |
| Kiesgerechtigden            | 3.900       |
| Opkomst                     | 2.951       |
| Geldige stemmen             | 2.928       |
| Blanco stemmen              | 12          |
| Kandidaten                  |             |
| B.J.L. de Geer van Jutphaas | 1.930       |
| C.A. Jeekel                 | 983         |

## 15 juni 1886
De verkiezingen waren algemene verkiezingen; zij werden gehouden na ontbinding van de Tweede Kamer.
|                             | 15 juni |
| --------------------------- | ------- |
| Kiesgerechtigden            | 4.088   |
| Opkomst                     | 3.211   |
| Geldige stemmen             | 6.348   |
| Blanco stemmen              | 70      |
| Kiesdrempel                 | 1.587   |
| Kandidaten                  |         |
| H. Seret                    | 2.058   |
| B.J.L. de Geer van Jutphaas | 2.034   |
| H.P. de Kanter              | 1.127   |
| C. van Andel                | 1.112   |

## 1 september 1887
De verkiezingen waren algemene verkiezingen; zij werden gehouden na ontbinding van de Tweede Kamer.
|                             | 1 september |
| --------------------------- | ----------- |
| Kiesgerechtigden            | 4.071       |
| Opkomst                     | 1.717       |
| Geldige stemmen             | 3.266       |
| Blanco stemmen              | 164         |
| Kiesdrempel                 | 817         |
| Kandidaten                  |             |
| H. Seret                    | 1.499       |
| B.J.L. de Geer van Jutphaas | 1.491       |
| C. van Andel                | 57          |

## Voortzetting
Na de grondwetsherziening van 1887 werden de meervoudige kiesdistricten opgeheven; het kiesdistrict Gorinchem werd derhalve omgezet in een enkelvoudig kiesdistrict. Gedeelten van het kiesdistrict Gorinchem werden toegevoegd aan de kiesdistricten Druten (de gemeenten Ammerzoden, Driel, Gameren, Hedel, Heerewaarden, Hurwenen, Kerkwijk, Rossum, Zaltbommel en Zuilichem), Sliedrecht (de gemeenten Ameide, Bleskensgraaf, Brandwijk, Everdingen, Goudriaan, Groot-Ammers, Hagestein, Hei- en Boeicop, Langerak, Leerbroek, Leerdam, Lexmond, Meerkerk, Nieuwpoort, Ottoland, Oud-Alblas, Peursum, Schoonrewoerd, Sliedrecht, Streefkerk, Tienhoven en Vianen), Tiel (de gemeente Beesd), Waalwijk (de gemeenten Almkerk, Besoijen, Capelle, Hedikhuizen, Heesbeen, Eethen en Genderen, Herpt, Heusden en Oudheusden) en Wijk bij Duurstede (de gemeenten Benschop, Culemborg, Hoenkoop, Houten, IJsselstein, Jaarsveld, Jutphaas, Lopik, Polsbroek, Schalkwijk, Snelrewaard, Tull en 't Waal, Vreeswijk en Willige Langerak).